# Tom Zbikowski
Thomas Michael Zbikowski (ur. 22 maja 1985 w Park Ridge w stanie Illinois) – amerykański zawodnik futbolu amerykańskiego pochodzenia polsko-niemieckiego, grający z numerem 28 na pozycji safety w drużynie Baltimore Ravens występującej w zawodowej lidze National Football League. Zbikowski sporadycznie uprawia też boks zawodowy.

## Życiorys
Tom Zbikowski jest najmłodszym z czworga dzieci Edmunda Richarda Zbikowski i Susan Lois (z domu Schatz) Zbikowski. Jest polskiego pochodzenia ze strony ojca i niemieckiego pochodzenia ze strony matki. Uczęszczał do Buffalo Grove High School, gdzie jako quarterback ustanowił rekordy szkoły zdobywając 202 punkty i 2357 jardów. 

## Kariera futbolowa
W latach 2003–2007 grał jako safety w drużynie Notre Dame Fighting Irish. Dwukrotnie został wybrany najlepszym zawodnikiem na swojej pozycji konferencji FBS Independents. W 2008 roku został wybrany w trzeciej rundzie draftu NFL przez Baltimore Ravens. Do sezonu 2011 zagrał w 39 meczach, zaliczając 2 interception i 64 szarże.

## Kariera bokserska
W 2006 roku Zbikowski zadebiutował z boksie zawodowym. W Madison Square Garden pokonał Roberta Bella przez techniczny nokaut. Kolejne trzy walki stoczył w 2011 roku, podczas lokautu w NFL. Dwie z nich wygrał ponownie przez techniczny nokaut, jedną przez sędziowskie orzeczenie.

## Poza sportem
Kształcił się w University of Notre Dame. Przez trzy lata był strażakiem w Chicago.